# Kingnaitmiut
Kingnaitmiut, jedna od 4 grane Okomiut Eskima (Hodge) s Cumberland Sounda, Kanada, čiji je prvi ponati dom bio na fjordovima Pagnirtu i Kignait na otoku Baffin Island, a kasnije imaju stalno naselje na Kekertenu, Nunavut, Kanada. Populacija im 1883. iznosi 86. Ljetna naselja su im: Kitingujang i Kordlubing.